# Quy Nhơn Stadium
Das Quy Nhơn Stadium (vietnamesisch Sân vận động Quy Nhơn) ist ein Fußballstadion mit Leichtathletikanlage in der vietnamesischen Stadt Quy Nhơn. Es wird als Heimspielstätte des Fußballvereins Bình Định FC genutzt. Das 1976 eröffnete Stadion hat ein Fassungsvermögen von 25.000 Personen.